# Max Robert (imprimeur)
Pour les articles homonymes, voir Max Robert et Robert.
Max Robert est un imprimeur et éditeur d’art suisse, né le 26 mars 1908 à Tavannes et décédé à Moutier le 3 novembre 1997.

## Biographie
Après sa scolarité, Max Robert accomplit un apprentissage de typographe et suivit les traces paternelles en reprenant peu à peu la tête de l'imprimerie, qu'il orienta vers l'édition d'art en compagnie de son frère Charles, artiste peintre formé à l'école bâloise. L’imprimerie Robert édita Le Petit Jurassien, quotidien fondé en 1904 et repris par Le Journal du Jura en 1956.
En 1948, à la disparition de son frère, Max Robert resserra les contacts noués avec les artistes et installa l'imprimerie familiale sur la voie des publications artistiques. En 1953, il créa le Club jurassien des arts, dont il fut par la suite conservateur, puis président d'honneur.